# Glena grisearia
Glena grisearia là một loài bướm đêm trong họ Geometridae.